# Zbigniew Ziembiński
Zbigniew Marian Ziembiński (ur. 17 marca 1908 w Wieliczce zm. 18 października 1978 w Rio de Janeiro) – reżyser, aktor, twórca nowoczesnego teatru w Brazylii.

## Życiorys
Rodzicami jego byli Marian lekarz i oficer armii austriackiej oraz Leonia z Cyfrowiczów. Ukończył gimnazjum w Wieliczce i rozpoczął studia literatury na Uniwersytecie Jagiellońskim. Zadebiutował na scenie Teatru im Słowackiego w Krakowie już w sezonie 1927/28 w sztuce "Proboszcz wśród bogaczy". W sezonie 1929/30 gra w teatrach w Wilnie i w Teatrze na Pohulance prowadzonej przez Aleksandra Zelwerowicza gdzie reżyseruje swój pierwszy spektakl. Jest to sztuka Ferdynanda Crommelyncka "Maski". 16 grudnia 1929 staje przed komisją egzaminacyjną Związku Artystów Scen Polskich, zdaje eksternistycznie egzamin i staje się najmłodszym reżyserem w Polsce. Do wybuchu wojny w 1939 grywał w różnych teatrach w Warszawie, Łodzi i Poznaniu.
Po wybuchu II wojny światowej poprzez Rumunię i Francję dociera 6 lipca 1942 do Rio de Janeiro w Brazylii.
Po zapoznaniu się ze środowiskiem teatralnym wyreżyserował sztukę teatralną "Suknia ślubna" Nelsona Rodriguesa, która miała premierę 28 grudnia 1943 w Teatro Municipal w Rio de Janeiro. Przedstawienie to było punktem zwrotnym w historii teatru w Brazylii. W brazylijskim środowisku teatralnym przyjęło się mówić o okresie "przed i po Ziembińskim". Brazylijski krytyk teatralny Décio de Almeida Prado pisał: "To właśnie Ziembińskiemu zawdzięczamy wprowadzenie do naszego teatru nieznanej dotąd postaci reżysera – reżysera, najwyższego podmiotu w teatrze, początku i końca spektaklu".
W latach 40 XX wieku był organizatorem, reżyserem i aktorem teatrów brazylijskich. W 1949 objął stanowisko jednego z reżyserów Brazylijskiego Teatru Komedii w São Paulo. Był wychowawcą wielu pokoleń aktorów, reżyserów i scenografów.
Zmarł w 18 października 1978 w Rio de Janeiro. W pogrzebie uczestniczyło ponad 15 tysięcy osób. Na grobie umieszczono napis w języku portugalskim: „Polski ojciec nowoczesnego teatru brazylijskiego”.

### Role aktorskie[a]
- Chopin (Lato w Nohant);
- Dworzanin (Henryk IV),
- Dick (Tessa),
- hr. Jakób (Kró — de Caillaveta i de Flersa),
- Lucjan (Małżeństwo — Nicodemiego),
- Srebrny Anioł (Akropolis — Wyspiańskiego),
- Andrzej (Simona — Devala),
- Gaston Bouchard (Panna — Flute Verneuila),
- Gaston Rieux (Dama kameliowa),
- Fred (Pigmalion — Shawa),
- Parys (Achilleis — Wyspiańskiego),
- Chlestakow (Rewizor — Gogola),
- Wicehr. de Saint Gobain (Zielony frak — de Caillaveta i de Flersa).

### Reżyserował[b]
- Henryk IV – Pirandello(1934),
- Stare wino (1935),
- Zwycięska płeć (1936)
- Jadzia wdowa (1937)
- Brat marnotrawny (1939)
- Genewa – G.B Shaw (1939)
- Uciekła mi przepióreczka – St.Żeromski (1939) przedstawienie grane w Bukareszcie oraz w Paryżu

## Upamiętnienie i odznaczenia
- Teatr w Rio de Janeiro: "Teatro Municipal Ziembiński"
- Praca doktorska Fausta Furer: "A Turma da Polônia na renovaçao teatral brasileira"
- Order Krzyż Południa,
- Złoty Medal Obywatela Honorowego Carioca
- Złoty Medal Krytyków w Rio de Janeiro
- Złoty Krzyż Zasługi
- Honorowe obywatelstwo stanu Guanabara
- Zasłużony dla Kultury Polskiej
- Złota Odznaka Orderu Zasługi PRL – 22.09.1976

## Prywatnie
Żonaty z Marią z Próżyńskich; mieli syna Krzysztofa również aktora.